# Het werk der leerjaren
Het werk der leerjaren is een bundel proza en poëzie van Maurice Gilliams uit 1947.

## Geschiedenis
Tussen 1925 en 1946 verschenen verschillende teksten van de Vlaamse schrijver Maurice Gilliams (1900-1982) in zeer beperkte oplage. Enkele daarvan werden samengebracht in de uitgave Het werk der leerjaren. De uitgave omvatte 'Het verlangen' dat in [1946] was uitgegeven in een luxe-uitgave door Herman Teirlinck. De Acht dagboekbladen verschenen in deze uitgave voor het eerst in druk. De andere teksten werden al eerder gedrukt, ook in privé-uitgaven in kleine oplagen.

### Uitgave
De verzameling van eerder verschenen proza- en poëzieteksten verscheen in 1947 voor rekening van De Nederlandsche boekhandel te Antwerpen in een genummerde en gesigneerde oplage van 500 exemplaren, gedrukt bij Van Dieren. De uitgave was ingenaaid en gevat in een los omslag, genummerd met een numerator.